# یکلیا و تنهایی او
یکلیا و تنهایی او نام اولین رمان تقی مدرسی است که در سال ۱۳۳۴ در تهران منتشر شد.

## جایگاه رمان
این رمان از مهمترین رمان های ایرانی به شمار می رود و نویسندگانی چون زهرا خوان زاده و وحید یوسف پور و مرضیه موسومی شجاعی درباره آن کتاب مستقل به رشته تحریر درآورده اند. همچنین مقالات زیادی درباره این رمان نوشته شده است، از جمله به دست احمد شاملو و همچنین پیتر ایوری.